# Felipe de Guevara

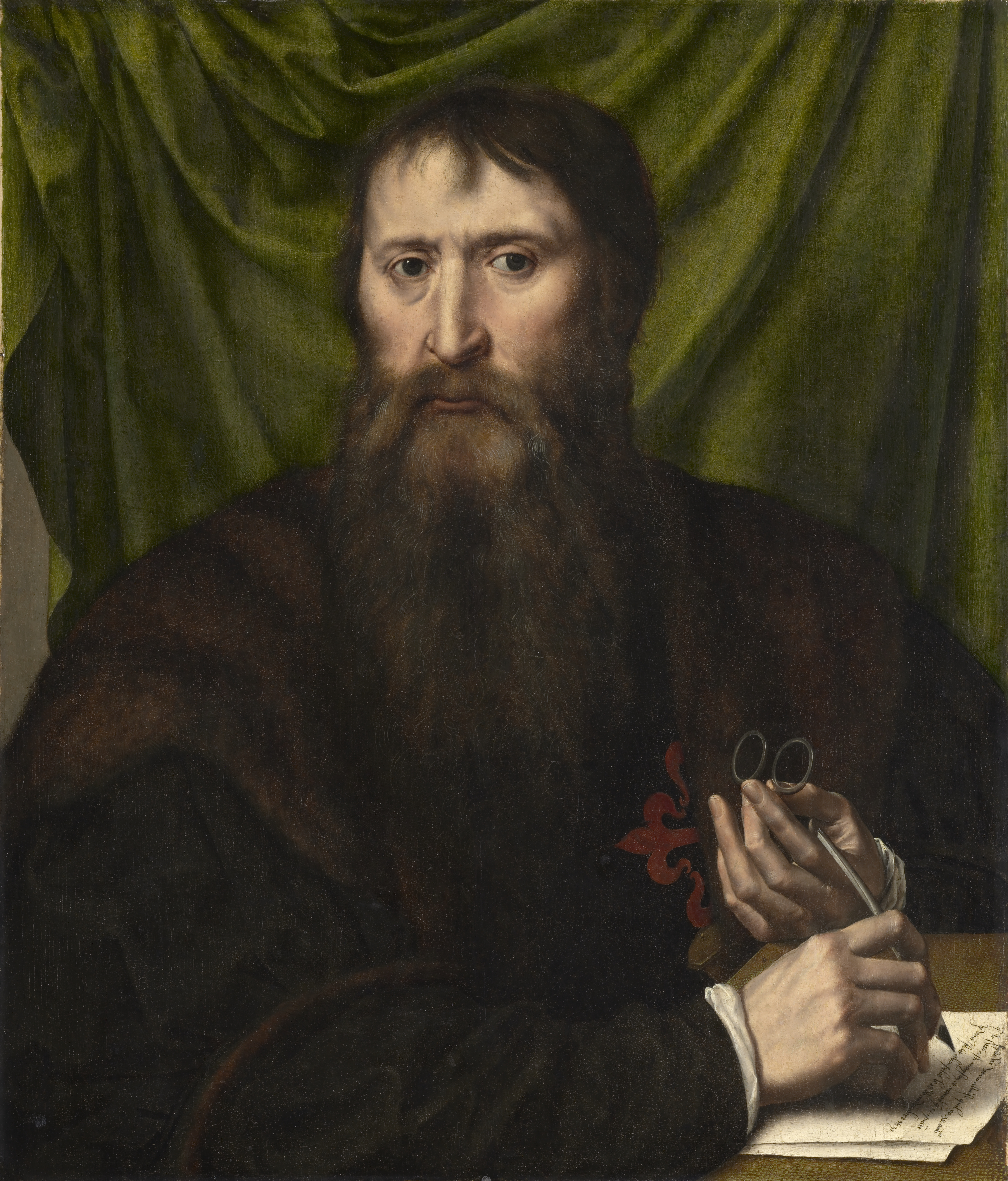
Felipe de Guevara

Don Felipe de Guevara (Brussel, 1500 - Madrid, juli 1563) was een Spaans humanist, antiquaar en staatsman.

## Levensloop

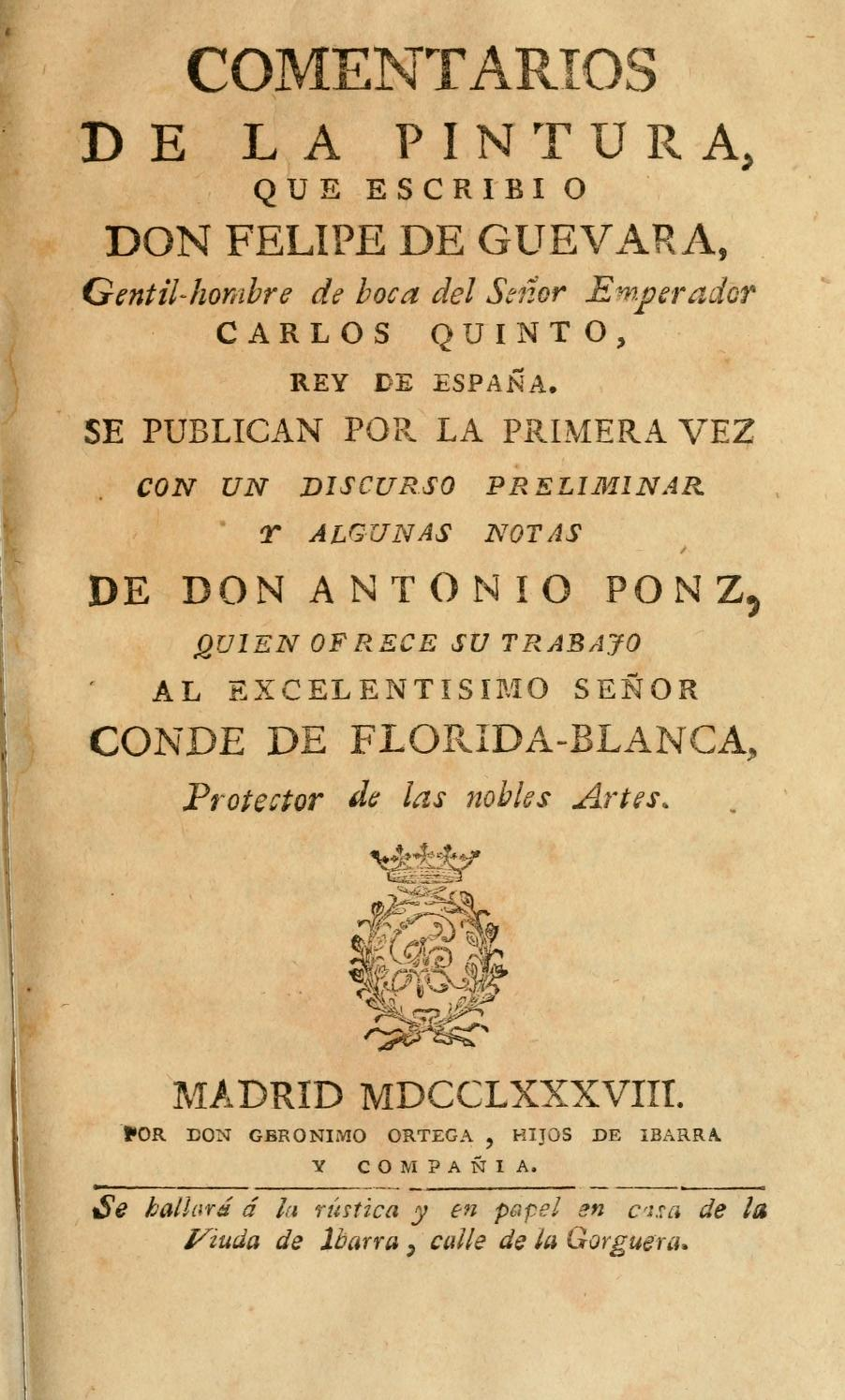
Comentarios de la pintura, titelpagina.

Hij was een buitenechtelijk kind van Don Diego de Guevara en Francisca Esmez o Lastre. Hij was net als zijn vader vertrouweling van keizer Karel V. Na enige tijd aan het hertogelijke hof in Brussel doorgebracht te hebben, volgde hij de koning van Spanje achtereenvolgens naar Bologna, Tunis en Sicilië. Daarna keerde hij terug naar Spanje, waar hij tot gouverneur van Santiago de Compostella werd benoemd. Hij overleed in juli 1563 en werd begraven in het klooster van San Jerónimo in Madrid.
De Guevara is vooral bekend als schrijver van het boek Comentarios de la pintura, dat pas in 1788 werd uitgegeven. Hierin behandelt hij de schilderkunst van de klassieke oudheid tot de Vlaamse schilders van zijn tijd. Ook was hij een verwoed verzamelaar. Vooral het werk van de Bossche schilder Jheronimus Bosch had zijn interesse. Hij bezat minstens zes werken op paneel en doek van deze schilder, te weten een Hooiwagen (mogelijk identiek aan het Hooiwagen-drieluik in het Prado of het Escorial), een Genezing der dwaasheid (mogelijk identiek aan De keisnijding), een Twee blinden (mogelijk identiek in compositie aan de prent De blinden van Pieter van der Heyden), een Vlaamse dans (verloren gegaan), een Blinden jagen op een everzwijn (verloren gegaan) en een Heks (verloren gegaan). Mogelijk zijn deze werken afkomstig uit de erfenis van zijn vader, van wie bekend is dat hij in de jaren 1490 verschillende bezoeken aan 's-Hertogenbosch bracht. Over deze erfenis voerde hij overigens in 1520 een proces met zijn oom Pedro de Guevara, die enige jaren in Breda woonde. Verder had hij nog een oom Ladron genaamd.
De Guevara was getrouwd met Beatrix (of Beatriz) de Haro, een buitenechtelijke dochter van de Spaanse hoveling Jacob (of Jacop) de Haro, en kleindochter van de beroemde Beatriz Galindo, genaamd ‘La Latina’. De familie De Haro had zich net als de familie De Guevara met het gevolg van de koning van Spanje in Brussel gevestigd en net als Don Felipes vader was Beatrix’ vader lid van de Illustre Lieve Vrouwe Broederschap in 's-Hertogenbosch. Met haar had hij acht kinderen had. Zijn vrouw zou in 1568 van lutheranisme beschuldigd geweest zijn, waarvoor zij als ‘lutherana’ gevangen zou zijn gezet in een klooster.
Op 16 januari 1570 verkocht de weduwe van De Guevara de zes werken van Bosch aan koning Filips II van Spanje. In 1574 stuurde hij negen werken naar het Escorial, waaronder twee passiestukken, verschillende verzoekingen van de heilige Antonius en enkele grote allegorieën. Daarnaast worden nog eens twaalf werken genoemd in het koninklijk Paleis van Madrid en eenzelfde aantal in het jachthuis El Pardo. Vanwege de verzamelwoede van Filips II bezit het Prado in Madrid tegenwoordig relatief veel werk van Bosch.

## Kinderen
Felipe de Guevara en zijn vrouw Beatrix de Haro hadden de volgende kinderen:
1. Diego, militair.
2. Pedro, militair.
3. Fernando, militair.
4. Juan, jong overleden.
5. Ladrón, militair.
6. Luis, moniale.
7. Maria, moniale.
8. Juana, ongehuwd overleden.